# Описательная нотация
Описательная нотация — метод шахматной нотации, использовавшийся для записи ходов в английской, испанской и французской литературе. Впоследствии был вытеснен более краткой и позволяющей избегать двусмысленности алгебраической нотацией. В 1981 году ФИДЕ прекратила признавать описательную нотацию.

## История
В шахматной литературе раннего периода ходы описывались естественным языком, который и послужил основным источником всех видов описательной нотации. Постепенно нотация эволюционировала, и слова в записях сокращались до аббревиатур. Так, запись хода e2-e4 изначально выглядела как «Pawn to King's Four», впоследствии была сокращена до «P. to K's 4th.» или просто P-K4.

## Номенклатура

Названия клеток в описательной нотации

Каждая фигура обознается первой буквой её названия (на английском языке): K — король (англ. king), Q — ферзь (англ. queen), R — ладья (англ. rook), B — слон (англ. bishop), P — пешка (англ. pawn). Исключение составляет конь: его название (англ. knight) начинается с той же буквы, что и «король». Он обозначаются Kt (в старой шахматной литературе) или N. (N используется в данной статье далее.)
Каждая вертикаль обозначается двумя буквами, обозначающими фигуру, которой она принадлежит в начале игры. Так вертикали a, b, c именуются как QR, QN, QB (вертикали ферзевой ладьи, ферзевого коня и ферзевого слона) соответственно, вертикали f, g, h — как KB, KN, KR (вертикали королевского слона, королевского коня и королевской ладьи) соответственно.
Клетки нумеруются от 1 до 8, при этом каждая из сторон даёт им номера от самой близкой к самой дальней. Например, клетку a1 белые называют QR1, чёрные — QR8.
При записи хода белых используется именование с точки зрения белых, при записи хода черных — с точки зрения черных.
Испанская описательная нотация использует схожую систему с некоторым отличиями: опускается дефис в записи ходов; номер клетки указывается перед буквенным обозначением вертикали, а не после.

## Обозначение ходов
Каждый ход обозначается определённой последовательностью символов в зависимости от его типа.
- Ход без взятия. Обозначается следующим образом: название фигуры, дефис, клетка, на которую сделано перемещение, например N-QB3 (конь идёт на третье поле ферзевого слона) или P-QN4 (пешка идёт на четвёртое поле ферзевого коня).
- Взятие. Название фигуры, знак «x», название взятой фигуры. Пример: QxN (ферзь берёт коня).
- Рокировка. Рокировка королевской стороны обозначается как O-O, рокировка ферзевой — O-O-O. В ранней литературе использовались также обозначения «Castles KR» и «Castles QR».[1]
- Превращение пешки. Обозначается как ход без взятия с указанием в скобках названия фигуры, на которую произведена замена, например P—R8(Q). Иногда вместо скобок используются знаки / и =, т. е. P—R8/Q или P—R8=Q.
- Специальные термины и символы. Используются также дополнительные обозначения: «e.p.» (взятие на проходе), «ch» или «+» (шах), «?» (плохой ход), «!» (хороший ход), «mate» или «++» (мат), «сдаётся» (англ. resigns) и «ничья» (англ. draw).

## Преимущества и недостатки
Преимущества:
- Описательная нотация позволяет более понятно передать симметричность первых ходов игроков (например, «оба игрока открыли партию ходом P-QB4 и планировали сыграть B-KN2»).
- Указание названия взятой фигуры в записи ходов позволяет проследить, какая из них на каком ходу была взята.
- Знание описательной нотации позволяет изучать историческую шахматную литературу.

Недостатки:
- Так как каждая клетка имеет два названия, может возникнуть путаница при записи ходов во время игры и их чтении.
- Алгебраическая нотация позволяет записывать ходы с меньшим количеством символов и избегать при этом двусмысленности.
- Ходы со взятием трудно поддаются визуализации, так как в них (в отличие от алгебраической нотации) полностью отсутствует указание на клетку, на которой сделан ход.

## Пример записи партии
Партия Легаль — Сен-Бри (мат Легаля) в описательной нотации записывается так:
1.P-K4 P-K4 2.B-QB4 P-Q3 3.N-KB3 N-QB3 4.N-QB3 B-KN5 5.NxP BxQ? 6.BxP+ K-K2 7.N-Q5++
Запись той же партии в алгебраической нотации:
1.e4 e5 2.Сc4 d6 3.Кf3 Кc6 4.Кc3 Сg4 5.К:e5 С:d1? 6.С:f7+ Крe7 7. Кd5×